# Mistrzostwa Ibero-Amerykańskie w Lekkoatletyce 1992
5. Mistrzostwa Ibero-Amerykańskie w Lekkoatletyce – zawody lekkoatletyczne rozegrane w dniach 17–19 lipca 1992 w hiszpańskim mieście Sewilla na Estadio La Cartuja.
W mistrzostwach wzięło udział 462 lekkoatletów z 22 państw hiszpańsko- bądź portugalskojęzycznych.

## Rezultaty

### Mężczyźni
| Konkurencja:               | 1. miejsce                                                                    | Rezultat  | 2. miejsce                                                                            | Rezultat  | 3. miejsce                                                                        | Rezultat  |
| 100 metrów                 | Joel Isasi                                                                    | 10,41     | Andrés Simón                                                                          | 10,52     | Arnaldo da Silva                                                                  | 10,54     |
| 200 metrów                 | Robson da Silva                                                               | 20,58     | Joel Lamela                                                                           | 21,12     | Sérgio Menezes                                                                    | 21,44     |
| 400 metrów                 | Sidney de Souza                                                               | 45,38     | Inaldo de Sena                                                                        | 46,14     | Henry Aguiar                                                                      | 46,29     |
| 800 metrów                 | Héctor Herrera                                                                | 1:47,72   | Pablo Squella                                                                         | 1:48,29   | Edgar de Oliveira                                                                 | 1:48,38   |
| 1500 metrów                | Víctor Rojas                                                                  | 3:42,25   | Ángel Fariñas                                                                         | 3:42,76   | Edgar de Oliveira                                                                 | 3:43,26   |
| 5000 metrów                | Valdenor dos Santos                                                           | 13:54,79  | Anacleto Jiménez                                                                      | 13:55,35  | Martín Fiz                                                                        | 13:57,79  |
| 10 000 metrów              | Francisco Guerra                                                              | 28:49,15  | Valdenor dos Santos                                                                   | 28:51,22  | Rolando Vera                                                                      | 28:55,16  |
| 3000 metrów z przeszkodami | Clodoaldo do Carmo                                                            | 8:38,55   | Eduardo Henriques                                                                     | 8:40,35   | Antonio Peula                                                                     | 8:40,93   |
| 110 metrów ppł             | Emilio Valle                                                                  | 13,41     | Alexis Sánchez                                                                        | 13,66     | Carlos Sala                                                                       | 13,76     |
| 400 metrów ppł             | Eronilde de Araújo                                                            | 50,06     | Juan Vallín                                                                           | 50,26     | Pedro Piñera                                                                      | 50,37     |
| Sztafeta 4 × 100 metrów    | Kuba · Andrés Simón · Jorge Aguilera · Joel Lamela · Joel Isasi               | 39,19     | Hiszpania · José Javier Arqués · Enrique Talavera · Juan Jesús Trapero · Sergio López | 39,44     | Brazylia · Fernando Botasso · André da Silva · Arnaldo da Silva · Robson da Silva | 39,63     |
| Sztafeta 4 × 400 metrów    | Kuba · Norberto Téllez · Jorge Valentín · Lázaro Martínez · Roberto Hernández | 3:01,58   | Brazylia · Sidney de Souza · Eronilde de Araújo · Ediélson Tenorio · Inaldo de Sena   | 3:03,50   | Meksyk · Juan Vallín · Josué Morales · Luis Karim Toledo · Raymundo Escalante     | 3:05,87   |
| Chód na 20 000 metrów      | Alberto Cruz                                                                  | 1:25:35,9 | Clodomiro Moreno                                                                      | 1:25:41,2 | Jefferson Pérez                                                                   | 1:25:50,5 |
| Skok wzwyż                 | Javier Sotomayor                                                              | 2,30      | Gustavo Becker                                                                        | 2,26      | Marino Drake                                                                      | 2,24      |
| Skok o tyczce              | Edgar Díaz                                                                    | 5,60      | Nuno Fernandes                                                                        | 5,30      | Alberto Ruiz                                                                      | 5,20      |
| Skok w dal                 | Iván Pedroso                                                                  | 8,53      | Jesús Oliván                                                                          | 7,98      | Elmer Williams                                                                    | 7,91      |
| Trójskok                   | Yoelbi Quesada                                                                | 16,91     | Anísio Silva                                                                          | 16,40     | Juan Miguel López                                                                 | 16,36     |
| Pchnięcie kulą             | Gert Weil                                                                     | 18,94     | Manuel Martínez                                                                       | 17,49     | Adilson Oliveira                                                                  | 17,44     |
| Rzut dyskiem               | Juan Martínez                                                                 | 63,02     | David Martínez                                                                        | 61,56     | Luis Delís                                                                        | 61,18     |
| Rzut młotem                | Eladio Hernández                                                              | 70,62     | Andrés Charadía                                                                       | 69,38     | Guillermo Guzmán                                                                  | 68,06     |
| Rzut oszczepem             | Ramón González                                                                | 75,88     | Luis Lucumí                                                                           | 74,74     | Julián Sotelo                                                                     | 70,50     |
| Dziesięciobój              | Xavier Brunet                                                                 | 7621 pkt. | José de Assis                                                                         | 7480 pkt. | Fernando Luis Benet                                                               | 7299 pkt. |

### Kobiety
| Konkurencja:            | 1. miejsce                                                                    | Rezultat  | 2. miejsce                                                                         | Rezultat  | 3. miejsce                                                                            | Rezultat  |
| 100 metrów              | Liliana Allen                                                                 | 11,39     | Norfalia Carabalí                                                                  | 11,72     | Claudete Alves Pina                                                                   | 11,76     |
| 200 metrów              | Norfalia Carabalí                                                             | 23,97     | Idalmis Bonne                                                                      | 24,01     | Claudete Alves Pina                                                                   | 24,37     |
| 400 metrów              | Ximena Restrepo                                                               | 51,66     | Mayra Mayberry                                                                     | 52,78     | Odalmis Limonta                                                                       | 53,30     |
| 800 metrów              | Ana Fidelia Quirot                                                            | 2:01,96   | Maria Magnólia Figueiredo                                                          | 2:02,45   | Elsa Amaral                                                                           | 2:02,75   |
| 1500 metrów             | Soraya Telles                                                                 | 4:18,03   | Estela Estévez                                                                     | 4:18,40   | Norma Fernández                                                                       | 4:18,78   |
| 3000 metrów             | Carmen Oliveira                                                               | 9:20,83   | Mabel Arrúa                                                                        | 9:23,24   | María Luisa Servín                                                                    | 9:23,71   |
| 10 000 m                | Carmen Oliveira                                                               | 33:21,00  | Griselda González                                                                  | 33:24,89  | Martha Tenorio                                                                        | 33:29,69  |
| 100 metrów ppł          | Aliuska López                                                                 | 13,13     | Odalys Adams                                                                       | 13,15     | María José Mardomingo                                                                 | 13,71     |
| 400 metrów ppł          | Lency Montelier                                                               | 56,79     | Mirian Alonso                                                                      | 57,01     | Jupira da Graça                                                                       | 58,32     |
| Sztafeta 4 × 100 metrów | Kuba · Miriam Ferrer · Eusebia Riquelme · Idalmis Bonne · Liliana Allen       | 44,49     | Hiszpania · María Paz Minicozzi · Cristina Castro · Yolanda Díaz · Cristina Martín | 45,53     | Kolumbia · Zorobabelia Córdoba · Ximena Restrepo · Maribelcy Peña · Norfalia Carabalí | 45,54     |
| Sztafeta 4 × 400 metrów | Kuba · Julia Duporty · Odalmis Limonta · Lency Montelier · Ana Fidelia Quirot | 3:33,43   | Hiszpania · Gregoria Ferrer · Esther Lahoz · Blanca Lacambra · Cristina Pérez      | 3:34,22   | Urugwaj · Marcela Tiscornia · Soledad Acerenza · Inés Justet · Claudia Acerenza       | 3:46,73   |
| Chód na 10 000 metrów   | Francisca Martínez                                                            | 47:51,95  | Olga Sánchez                                                                       | 48:08,86  | Miriam Ramón                                                                          | 48:13,74  |
| Skok wzwyż              | Ioamnet Quintero                                                              | 1,98      | Silvia Costa                                                                       | 1,93      | Cristina Fink                                                                         | 1,87      |
| Skok w dal              | Niurka Montalvo                                                               | 6,51      | Luisa López                                                                        | 6,37      | María Jesús Martín                                                                    | 5,94      |
| Trójskok                | Niurka Montalvo                                                               | 13,60     | Rita Slompo                                                                        | 12,96     | Andrea Ávila                                                                          | 12,82     |
| Pchnięcie kulą          | Belsy Laza                                                                    | 19,31     | Elisângela Adriano                                                                 | 16,75     | Margarita Ramos                                                                       | 16,69     |
| Rzut dyskiem            | Hilda Ramos                                                                   | 67,46     | Bárbara Hechavarría                                                                | 64,14     | María Isabel Urrutia                                                                  | 57,46     |
| Rzut oszczepem          | Dulce García                                                                  | 57,38     | Isel López                                                                         | 55,80     | Carla Bispo                                                                           | 53,40     |
| Siedmiobój              | Zorobabelia Córdoba                                                           | 5808 pkt. | Ana María Comaschi                                                                 | 5795 pkt. | Ana Lúcia Silva                                                                       | 5320 pkt. |

## Tabela medalowa
| Miejsce | Kraj       | Złoto | Srebro | Brąz | Razem |
| 1       | Kuba       | 23    | 8      | 5    | 36    |
| 2       | Brazylia   | 8     | 8      | 11   | 27    |
| 3       | Hiszpania  | 3     | 13     | 10   | 26    |
| 4       | Kolumbia   | 3     | 3      | 2    | 8     |
| 5       | Meksyk     | 2     | 1      | 4    | 7     |
| 6       | Portoryko  | 1     | 1      | 1    | 3     |
| 7       | Chile      | 1     | 1      | 0    | 2     |
| 8       | Argentyna  | 0     | 4      | 2    | 6     |
| 9       | Portugalia | 0     | 2      | 0    | 2     |
| 10      | Ekwador    | 0     | 0      | 4    | 4     |
| 11      | Urugwaj    | 0     | 0      | 1    | 1     |
| 11      | Wenezuela  | 0     | 0      | 1    | 1     |